# Cu nașu' la psihiatru
Cu nașu' la psihiatru (titlu original: Analyze This) este un film americano-australian din 1999 regizat de Harold Ramis. În rolurile principale joacă actorii Robert De Niro, Billy Crystal și Lisa Kudrow. Filmul este continuat de Nașul stresat (2002).

## Distribuție
- Robert De Niro ca Paul Vitti
- Billy Crystal ca Ben Sobel M.D.
- Lisa Kudrow ca Laura MacNamara
- Chazz Palminteri ca Primo Sindone
- Joe Viterelli ca Jelly
- Kyle Sabihy ca Michael
- Pat Cooper ca Sal Masiello
- Joe Rigano ca Manetta
- Leo Rossi ca Carlo Mangano
- Max Casella ca Nicky Shivers
- Richard C. Castellano ca Jimmy
- Pasquale Cajano ca Frankie Zello
- Gene Ruffini ca Joe Baldassare
- Judith Kahan ca Elaine Felton
- Tony Bennett în rolul său
- DonnaMarie Recco ca Shiela
- Bill Macy ca Dr. Isaac Sobel
- Rebecca Schull ca Dorothy Sobel
- Aasif Mandvi ca Dr. Shulman